# Mary Wiseman
Mary Wiseman (* 30. července 1985) je americká herečka.
Vystudovala divadelnictví na Bostonské univerzitě, navštěvovala také Juilliard School. V televizi debutovala v roce 2012 v seriálu Craft & Burn. V letech 2016–2017 hrála v seriálu Longmire, mezi lety 2017 a 2018 se objevovala v seriálu Baskets. Od roku 2017 působí v seriálu Star Trek: Discovery, kde hraje Sylviu Tillyovou. Tuto postavu ztvárnila i v seriálu Star Trek: Short Treks (2018).